# Urfey
Urfey ist ein Ort der Stadt Mechernich im Kreis Euskirchen.
Der Ort liegt in der Eifel am Urfeyer Bach, der zusammen mit dem Kallmuther Bach den Anfang des Feybachs bildet. Diese Gewässer wurden schon um 80 n. Chr. zur Speisung der römischen Eifelwasserleitung nach Köln genutzt.
Die VRS-Buslinie 830 der RVK verbindet den Ort mit Mechernich und Zingsheim. Die Fahrten verkehren überwiegend als TaxiBusPlus im Bedarfsverkehr. Zusätzlich verkehren einzelne Fahrten der auf den Schülerverkehr ausgerichteten Linie 827. 
| Linie | Betreiber | Verlauf |
| ----- | --------- | --- |
| 827   | Schäfer   | Zingsheim – Weyer – Dreimühlen – Eiserfey – Vollem – Urfey – Kallmuth – Lorbach – Bergheim – (Holzheim → Harzheim →) Vussem – Breitenbenden – Mechernich Stiftsweg – Mechernich Bf |
| 830   | RVK       | MiKE (außer im Schülerverkehr): (Zingsheim –) Weyer – Dreimühlen – Eiserfey – (Urfey – Vollem –) Vussem – Breitenbenden – Mechernich Stiftsweg – Mechernich Bf                     |